# Великокусковецька сільська рада
Великокускове́цька сільська́ ра́да — адміністративно-територіальна одиниця та орган місцевого самоврядування в Лановецькому районі Тернопільської області. Адміністративний центр — село Великі Кусківці.

## Загальні відомості
- Територія ради: 3,032 км²
- Населення ради: 732 особи (станом на 2001 рік)

## Географія
Великокусковецька сільська рада межує з:
- Борсуківською сільською радою

## Населені пункти
Сільській раді були підпорядковані населені пункти:
- с. Великі Кусківці

## Склад ради
Рада складалася з 15 депутатів та голови.
- Голова ради: Власюк Валерій Аркадійович

### Керівний склад попередніх скликань
| Прізвище, ім'я, по батькові | Основні відомості                                                                                              | Дата обрання | Дата звільнення |
| --------------------------- | --- | ------------ | --------------- |
| Власюк Валерій Аркадійович  | Сільський голова, 1961 року народження, освіта незакінчена вища, член Всеукраїнського об'єднання «Батьківщина» | 26.03.2006   | 31.10.2010      |
| Власюк Валерій Аркадійович  | Сільський голова, 1961 року народження, освіта незакінчена вища, член Всеукраїнського об'єднання «Батьківщина» | 31.10.2010   |                 |

Примітка: таблиця складена за даними сайту Верховної Ради України

### Депутати
За результатами місцевих виборів 2010 року депутатами ради стали:

#### За суб'єктами висування
| Суб'єкт висування                                       | Кількість обраних депутатів | %  |
| ------------------------------------------------------- | --------------------------- | -- |
| Самовисування                                           | 9                           | 60 |
| Політична партія Всеукраїнське об'єднання «Батьківщина» | 6                           | 40 |

#### За округами
| № округу                                                | Прізвище, ім'я, по батькові   | Дата визнання обраним | Освіта  | Партійна приналежність                        | Відомості про обраного депутата                                                       |
| ------------------------------------------------------- | ----------------------------- | --------------------- | ------- | --------------------------------------------- | ------------------------------------------------------------------------------------- |
| Політична партія Всеукраїнське об'єднання «Батьківщина» |                               |                       |         |                                               |                                                                                       |
| 1                                                       | Гнатюк Вікторія Володимирівна | 03.11.2010            | середня | член Всеукраїнського об'єднання «Батьківщина» | тимчасово не працює                                                                   |
| 2                                                       | Бригадир Степан Петрович      | 03.11.2010            | середня | член Всеукраїнського об'єднання «Батьківщина» | Великокусковецька загальноосвітня школа І-ІІ ст., оператор газових котлів             |
| 9                                                       | Гончарук Віталій Васильович   | 03.11.2010            | середня | позапартійний                                 | ПП Сазан, охоронець                                                                   |
| 10                                                      | Хміль Оксана Іванівна         | 03.11.2010            | вища    | позапартійна                                  | Великокусковецька загальноосвітня школа І-ІІ ст., вчитель                             |
| 12                                                      | Пілат Михайло Степанович      | 03.11.2010            | середня | позапартійний                                 | тимчасово не працює                                                                   |
| 14                                                      | Шевчук Руслан Петрович        | 03.11.2010            | вища    | позапартійний                                 | ПСП а/ф «Горинь», помічник бухгалтера                                                 |
| Самовисування                                           |                               |                       |         |                                               |                                                                                       |
| 3                                                       | Жижера Валентина Петрівна     | 03.11.2010            | вища    | позапартійна                                  | Великокусковецька амбулаторія загальної практики — сімейної медицини, медсестра АЗПСМ |
| 4                                                       | Шмигун Олеся Валентинівна     | 03.11.2010            | середня | позапартійна                                  | Павільйон ПП Зиско, продавець                                                         |
| 5                                                       | Каркіч Марія Андріївна        | 03.11.2010            | вища    | позапартійна                                  | Великокусковецька сільська рада, бухгалтер                                            |
| 6                                                       | Шелест Раїса Сергіївна        | 03.11.2010            | вища    | позапартійна                                  | Великокусковецька сільська рада, техпрацівник                                         |
| 7                                                       | Прокопець Валентина Петрівна  | 03.11.2010            | середня | позапартійна                                  | Великокусковецьке відділення поштового зв'язку, начальник ВПЗ                         |
| 8                                                       | Пасічник Людмила Борисівна    | 03.11.2010            | вища    | позапартійна                                  | Великокусковецька загальноосвітня школа І-ІІ ст., вчитель                             |
| 11                                                      | Чернух Наталія Віталіївна     | 03.11.2010            | вища    | позапартійна                                  | Великокусковецька сільська рада, інспектор по землеустрою                             |
| 13                                                      | Зиско Лариса Романівна        | 03.11.2010            | вища    | позапартійна                                  | тимчасово не працює                                                                   |
| 15                                                      | Крук Галина Акимівна          | 03.11.2010            | вища    | позапартійна                                  | тимчасово не працює                                                                   |